# نیکولای ریک
نیکولای ریک (استونیایی: Nikolai Reek; ۱ فوریهٔ ۱۸۹۰ – ۸ مهٔ ۱۹۴۲) فرمانده نظامی اهل استونی در جنگ استقلال استونی بود.
وی که به درجه سپهبدی رسیده بود در سال ۱۹۴۱ توسط اتحاد جماهیر شوروی سوسیالیستی دستگیر و سال بعد اعدام شد.